# 真實性運動
真實性運動，有時又稱扎伊爾化，是蒙博托·塞塞·塞科時期剛果民主共和國的官方意識形態。真實性運動起源於20世紀60年代末和70年代初，旨在使國家擺脫比利時殖民主義的殘餘痕跡和西方文化的持續影響，並創造一個更加集中和獨特的民族認同。
實施的政策包括對國家和私人生活的許多改變，包括重新命名剛果民主共和國及其城市，以及最終使扎伊爾人放棄他們的基督教名稱以獲得更多“真實”的名字。此外，西方風格的服裝被禁止，取而代之的是稱為“abacost”的男女服飾，該政策在20世紀70年代後期開始減弱，並且在1990年被大部分放棄。

## 起源
蒙博托·塞塞·塞科在1965年奪得政櫂後，在1967年5月的“諾塞爾宣言”中宣布了他的新民族主義意識形態。在接下來的幾年裡，蒙博托逐漸制定了政策措施來定義這項運動。最重要的是，“真實性”的回歸是代表自稱為“國家之父”的蒙博托旨在創造一種民族認同，在尊重這些主張的同時，考慮區域主義和部落主義。與現代化的緊迫性。
雖然蒙博托及其政治家不斷讚美，但真實性運動是獨裁者用來維護自己領導力的手段。他本人，努力將他的意識形態與他的政治支配地聯繫起來，宣稱：“在我們的非洲傳統中，從來沒有一條村落有兩個酋長......這就是為什麼我們剛才，為了符合大陸傳統的願望，我們決心在一個國家政黨的旗幟下將我國公民的所有精力集中起來“儘管必須減少部落認同，以促進民族團結。

## 服裝法令
蒙博托1973年訪問北京的結果很大，扎伊爾男性被強烈敦促然後要求放棄西方的西裝和領帶，穿著由他命名為“abacost”的中山裝式上衣，這個詞來源於法語的發音。bas le costume（“西裝滾蛋”）。他還創造了女性的民族服裝。

## 地名
最廣為人知的結果無疑是將國家從剛果民主共和國改名為扎伊爾，葡萄牙人錯誤了讀出基孔戈語nzere或nzadi為扎伊爾，其翻譯為“吞噬所有河流的河流”。蒙博托還把剛果河和本國貨幣改名為“扎伊爾”，並將其稱為“Les Trois Z-Notre Pays，Notre Fleuve，Notre Monnaie”（“三個Z-我們的國家，我們的河流，我們的錢”）。此外，城市被重新命名（利奧波德維爾為金沙薩，史丹利維爾為基桑加尼）。街道，橋樑和其他地理特徵以及武裝部隊都收到了名稱變更卸令。

## 個人名稱
蒙博托敦促扎伊爾人放棄他們的西方或基督徒名字，轉而採用扎伊爾人的名字。蒙博托將自己的名字從約瑟夫-德西雷·蒙博托改為蒙博托·塞塞·塞科。

## 教堂
天主教的等級制度迅速地將人們視為對扎伊爾真實性的威脅（在20世紀90年代初，幾乎一半的人口都是天主教徒）。該政權對“精神非殖民化”和“文化異化”的強調可以解釋為對西方影響的基督教的攻擊，以及強調非洲文化作為廣泛持續西化的替代。此外，禁止基督徒的名字是一種特別冒犯教會的措施。
作為重新組織扎伊爾人生活的一部分，蒙博托禁止所有外部基督教宗教團體，要求那些在扎伊爾工作的人成為四個公認的傘下組織：這四個人是：Kimbanguist教堂（Zairian聯合教會），天主教會，東正教教堂和LesÉglisesduChrist au Zaire（ECZ，現在是剛果基督教會），其中涵蓋了大多數新教徒的懺悔。所有其他人都宣佈為非法。各種新教教會不得不加入扎伊爾ECZ內。當時有許多地方教派和教會團體如雨後春筍般湧現，據信蒙博托想要控制這些教堂和教堂，以及一般的教堂。

## 衰退
儘管作為真實性的一部分而實施的許多變革幾乎持續到蒙博托政權或其後的結束，但意識形態在20世紀70年代後期開始減弱，因為它可以為蒙博託的盜賊統治政權帶來更多好處。蒙博托宣布1990年向第三共和國過渡，其中最引人注目的是三黨制，其中包括自由回歸更普遍的地址，穿西裝打領帶。此外，到20世紀90年代，許多扎伊爾人已恢復使用他們的名字。1997年，蒙博託在第一次剛果戰爭中被迫逃離該國，洛朗·卡比拉總統將該國改名為剛果民主共和國。